# Oskar Klein

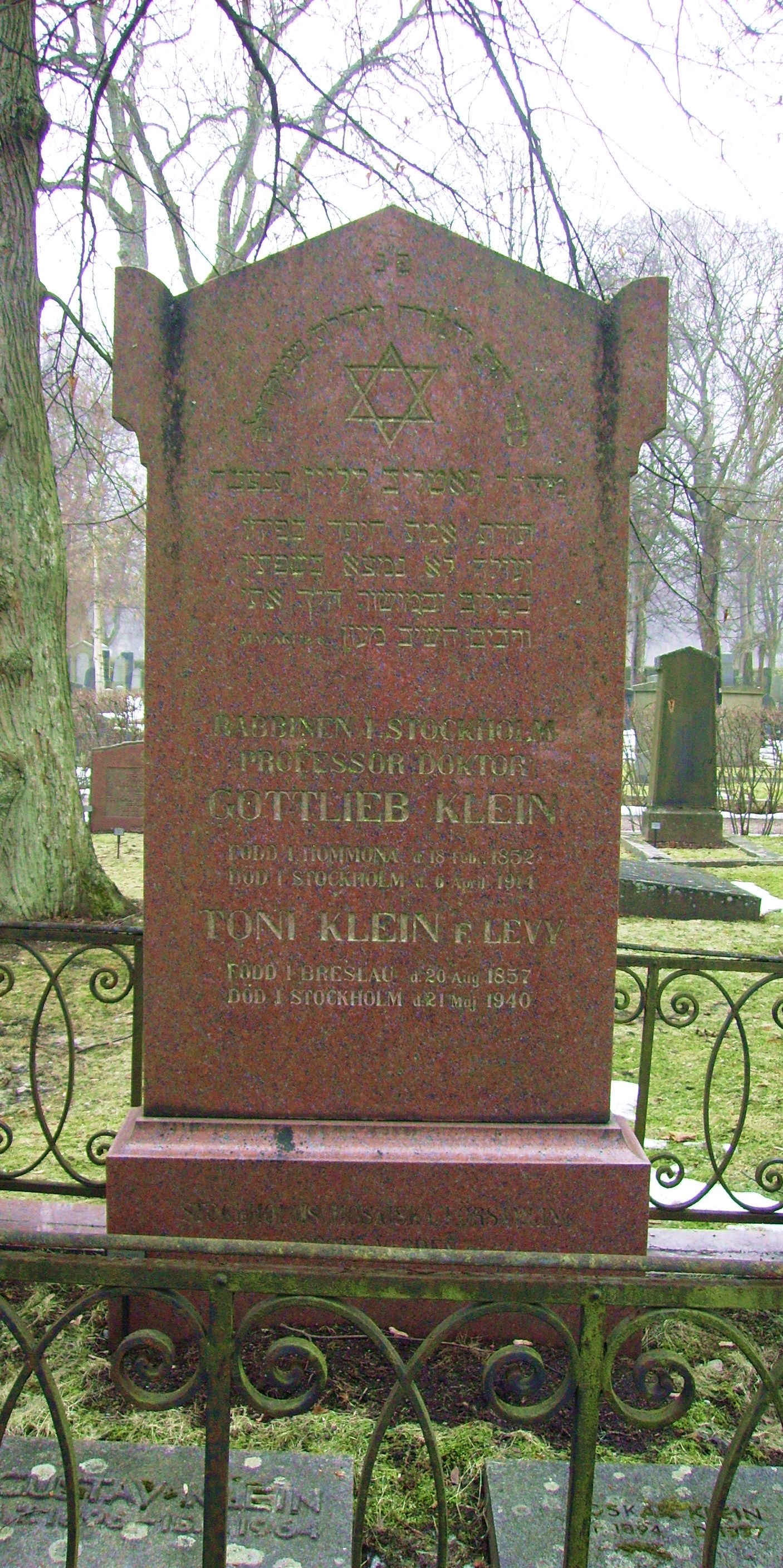
Oskar Kleins gravvård på Judiska norra begravningsplatsen i Solna kommun (grå platta till höger).

Oskar Benjamin Klein, född 15 september 1894 i Stockholm, död 5 februari 1977 i Danderyd, var en svensk internationellt uppmärksammad teoretisk fysiker.

## Biografi
Klein blev vid tidig ålder lärjunge och medarbetare till Svante Arrhenius vid Nobelinstitutet, och var på väg att resa till Jean Baptiste Perrin i Frankrike när första världskriget och hans egen militärtjänstgöring kom i vägen. 
Han arbetade från och med 1917 under några år tillsammans med Niels Bohr i Köpenhamn och disputerade 1921 vid Stockholms högskola. Han fick 1923 en professur vid University of Michigan i Ann Arbor och flyttade dit med sin nyblivna hustru. Han återkom till Köpenhamn 1925, blev docent i Lund 1926, och efterträdde 1930 Ivar Fredholm som professor i matematisk fysik vid Stockholms högskola (sedermera universitet); han blev emeritus 1962. Klein invaldes 1945 som ledamot nummer 918 av Kungliga Vetenskapsakademien.

### Familjebakgrund
Klein var son till rabbinen i Stockholm, professor Gottlieb Klein och Antonie (Toni) Levy. Han var bror till litteratören Ernst Klein (d.ä.), far till tidningsmannen Ernst Klein (d.y.) och till arkeologen Birgit Arrhenius, samt farfar till journalisten Helle Klein. Han gifte sig den 15 augusti 1923 med Gerda Agnete Koch (1902-1983) från Danmark.

## Vetenskaplig gärning
Klein var en visionär som kom att sätta sitt namn vid ett flertal begrepp inom modern fysik. Redan i mitten av 1920-talet blev Klein uppmärksam på Theodor Kaluzas teori, publicerad 1921. Han vidareutvecklade 1926 idén med en femte dimension till det som nu kallas Kaluza-Klein-teorin. Kaluza hade infört en teori med en extra rumsdimension och kunde på detta sätt förena gravitation och elektromagnetism till en enda kraft i den femdimensionella rumtiden. Klein visade att den extra dimensionen kunde vara liten och hoprullad, vilket har en modern motsvarighet i strängteorin.
Klein och Walter Gordon lade 1926 fram Klein-Gordon-ekvationen som ger en kvantmekanisk relativistisk beskrivning av partiklar med spinn noll. I samarbete med Yoshio Nishina utarbetade han 1929 Klein-Nishinas formel som beskriver hur fotoner sprids mot fria elektroner (så kallad Comptonspridning) och bland annat har betydelse i astrofysiken. Formeln var ett av de första resultaten från kvantelektrodynamiken. Han utarbetade 1963 tillsammans med Hannes Alfvén en alternativ kosmologi som ett alternativ till Big Bang, som på 1950-talet börjat vinna terräng. Centrala element i deras teori var hypotesen om det synliga universum som en metagalax. Strukturer förklarades med begrepp från plasmafysiken. Teorin har svårigheter bland annat med observerad förekomst av antimateria, kosmisk bakgrundsstrålning och hastighetsspridningen i galaxhopar.

### Hedersbetygelser
För att hedra Oskar Klein inbjuder Oskar Klein-kommittén med stöd från Kungliga Vetenskapsakademin varje år en framstående forskare för att ge en föreläsning  och erhålla årets Klein-medalj.
Ett forskarsamarbete kring kosmisk partikelfysik vid Albanova utsågs 2008 till en av 20 nya Linnémiljöer av Vetenskapsrådet med finansiellt stöd om 70 MSEK fördelade på 10 år. Denna exceptionellt framstående forskningsmiljö för högenergiastrofysik och kosmologi med forskare från både Stockholms universitet och KTH har nu döpts om och invigdes 2008-11-27 som Oskar Klein Centre. Det nybildade centret ska söka svaren på några av de mest grundläggande frågorna om hur universum fungerar.